# Heterocompsa eburata
Heterocompsa eburata är en skalbaggsart som beskrevs av Martins 1970. Heterocompsa eburata ingår i släktet Heterocompsa och familjen långhorningar. Inga underarter finns listade i Catalogue of Life.